# Gornja Otulja
Gornja Otulja es un pueblo ubicado en el territorio de Vranje, en el distrito de Pčinja, Serbia.

## Superficie
Posee una superficie de 4,299 kilómetros cuadrados.

## Demografía
Hasta 2011 la población era de 5 habitantes, con una densidad de población de 1,163 habitantes por kilómetro cuadrado.